# Tour della nazionale maschile di rugby a 15 del Galles 2004
Tra le edizioni della Coppa del Mondo di rugby del 2003 e 2007, la nazionale gallese di rugby a 15 vive anni pieni di alti e bassi come dimostrano i quattro allenatori che si sono succeduti sulla panchina.
Dopo il mondiale, Steve Hansen che ha risollevato la squadra dopo il disastroso Sei Nazioni 2003, lascia la squadra dopo l'edizione del 2004, chiusa al quarto posto. Se ne va per diventare il vice di Graham Henry, nuovo coach della Nuova Zelanda
Gli succede il Gallese Mike Ruddock che guida i "dragoni" ad un confortante tour, ma soprattutto li porterà alla conquista del Grande Slam nel Sei Nazioni 2005.

## Il tour 2004
Nel primo dei due match con i Pumas, i Gallesi vengono travolti anche puiù di quando dica il punteggio (grazie a due mete nel finale dei gallesi).
| Buenos Aires 12 giugno 2004 | Argentina | 50 – 44 | Galles | Etcheverry |

Nel secondo match i "dragoni" trovano riscatto grazie ad uno strepitoso Shane Williams capace di portare i gallesi subito in netto vantaggio con due mete
| Buenos Aires 19 giugno 2004 | Argentina | 20 – 35 | Galles | Etcheverry |

Al match più importante contro il Sudafrica, i gallesi arrivano stanchi e finiscono per cedere agli Springboks, peraltro sicuramente più forti e al meglio in vista del Tri Nations imminente.
| Pretoria 26 giugno 2004 | Sudafrica | 53 – 18 | Galles | Loftus Versfeld |